# Ngày Máy bay Giấy Quốc gia
Ngày Máy bay Giấy Quốc gia (tiếng Anh: National Paper Airplane Day) là ngày lễ không chính thức được tổ chức vào ngày 26 tháng 5 hàng năm tại Mỹ để kỷ niệm món đồ chơi hàng không đơn giản này.
Lễ kỷ niệm ngày máy bay giấy thường bao gồm các cuộc tụ tập xã hội mà tại đó những người tham gia chế tạo và lái máy bay giấy. Những sự kiện này thường có các cuộc thi ở hai hạng mục bay cơ bản: "khoảng cách" và "thời gian trên không". Tính đến năm 2012, Takuo Toda giữ kỷ lục thế giới về thời gian bay lâu nhất (27,9 giây). Kỷ lục khoảng cách (226 feet, 10 inch hoặc 69,14 mét) được Joe Ayoob lập nên nhờ một chiếc máy bay do John Collins chế tạo vào tháng 2 năm 2012.